# إيفان سالغويرو
إيفان سالغويرو (بالإسبانية: Ivan Salguero)‏ (مواليد 4 يناير 1998) هو سبّاح إسباني، مثّل بلاده في الألعاب البارالمبية الصيفية 2016.